# 華萊士鎮區 (伊利諾伊州拉薩爾縣)
華萊士鎮區（英語：Wallace Township）是位於美國伊利諾伊州拉薩爾縣的一個行政鎮區。

## 地方資料
根據2010年美國人口普查的數據，華萊士鎮區的面積為71.50平方千米，當中陸地面積為71.40平方千米，而水域面積為0.10平方千米。當地共有人口477人，而人口密度為每平方千米6.67人。